# 여자 포환던지기 대한민국 기록 추이
여자 포환던지기 대한민국 기록 추이는 다음과 같다.
| # | 기록   | 차이    | 선수   | 소속     | 날짜          | 대회명                                         | 개최지                  | 경기장             | 주석 및 기타                | 동영상 |
|   | 13m 94 | + 113cm | 천순임 | 건국대   | 1968. 04. 25  | 육상 공인 기록회                               | 대한민국 서울           | 서울운동장         | 종전기록: 12m81             |        |
|   | 14m 02 | + 08cm  | 백옥자 | 박문여고 | 1968. 05. 31  | 제14회 경기도 체육 대회                        | 대한민국 인천           | --                 | [ 2 ]                       |        |
|   | 14m 10 | + 08cm  | 백옥자 | 박문여고 | 1968. 07. 30  | 전국남녀고교육상선수권대회                     | 대한민국 서울           |                    | [ 3 ]                       |        |
|   | 14m 56 | + 46cm  | 백옥자 | 박문여고 | 1969. 04. 26  | 시즌 오픈 기록회                               | 대한민국 서울특별시     | 서울 운동장        | [ 4 ]                       |        |
|   | 14m 77 | + 21cm  | 백옥자 | 건국대   | 1970. 04. 26  | 시즌 오픈 육상 기록회                          | 대한민국 서울           | 서울 운동장        | [ 5 ]                       |        |
|   | 14m 92 | + 15cm  | 백옥자 | 건국대   | 1970. 05. 24  | 제24회 전국 남녀 육상 경기 선수권 대회         | 대한민국 서울           | 서울 운동장        | [ 6 ]                       |        |
|   | 15m 72 | + 80cm  | 백옥자 | 건국대   | 1970. 07. 05  | 제12회 오카야마현 실업단 육상 경기 선수권 대회 | 일본 오카야마           |                    | [ 7 ]                       |        |
|   | 16m 15 | + 43cm  | 백옥자 | 건국대   | 1972. 04. 22  | 뭔헨 올림픽 파견 1차 선발전                    | 대한민국 서울           | 서울운동장         | [ 8 ]                       |        |
|   | 16m 96 | + 81cm  | 백옥자 | 국민은행 | 1974. 04. 27  | 육상 경기 시즌 오픈 대회                       | 대한민국 서울           | 서울운동장         | 비공인 아시아 신기록        |        |
|   | 17m 02 | + 6cm   | 이명선 | 충남대   | 1996. 03. 29* | 상하이 육상 대회                               | 중국 상하이             |                    | 21년 11개월만에 신기록 경신 |        |
|   | 17m 66 | + 64cm  | 이명선 | 익산시   | 1996. 04. 26  | 제25회 전국 종별 육상 선수권 대회              | 대한민국 공주           |                    | [ 11 ]                      |        |
|   | 17m 77 | + 11cm  | 이명선 | 익산시   | 1997. 06. 21  | 제26회 전국 종별 육상 경기 선수권 대회         | 대한민국 서울           | 잠실올림픽주경기장 | [ 12 ]                      |        |
|   | 17m 85 | + 08cm  | 이명선 | 익산시청 | 1998. 06. 10  | 제52회 육상 선수권 대회                        | 대한민국 서울           | 잠실운동장         | [ 13 ]                      |        |
|   | 18m 57 | + 72cm  | 이명선 | 익산시청 | 1998. 11. 29  | 1998 오스트레일리아 인터클럽육상대회           | 오스트레일리아 브리즈번 |                    | 종전 기록 : 17m 88 이명선   |        |
|   | 18m 79 | + 22cm  | 이명선 | 익산시청 | 1999. 05. 02  | 제28회 전국종별육상선수권대회                  | 대한민국 대전           | 대전               | [ 15 ]                      |        |
|   | 19m 36 | + 57cm  | 이명선 | 익산시청 | 2000. 04. 19  | 2000 중국 육상 대장 대회                       | 중국 상하이             |                    |                             |        |

## 같이 보기
- 여자 포환던지기 세계 기록 추이
- 남자 포환던지기 대한민국 기록 추이
- 남자 포환던지기 세계 기록 추이